# Bestetti BN.1
Il Bestetti BN.1, citato anche come Bestetti-Nardi BN.1, era un aereo bifusoliera e bimotore costruito nel 1938.  Fu progettato dall'Ing. Luigi Nardi, uno dei tre fratelli della società Ingg. Fratelli Nardi, e costruito dalla Bestetti Aeronautica di Arcore, con la sigla di designazione "BN.1" (Bestetti Nardi modello 1).
La struttura venne costruita utilizzando autarchicamente legni nazionali (pioppo, betulla, abete) impregnati di vernici ritardanti la fiamma, legni che venivano prima sfibrati e poi ricompattati con colle e sostanze opportune, che rendevano ignifugo il legno multistrato ottenuto. La motorizzazione inizialmente prevedeva due prestazionali motori Alfa Romeo 116, che però mai furono utilizzati.
Dopo diverse vicissitudini, nel 1943, a causa dell'instabilità mostrata durante il volo, il veicolo venne abbandonato prima che le autorità militari esprimessero una valutazione di merito.

## Storia del progetto
Il progetto del Bestetti BN.1 nacque a seguito della constatazione della evidente superiorità degli aerei tedeschi di tipo sportivo come il Siebel Fh 104 e il Messerschmitt Bf 108, in occasione del  III Avio Raduno del Littorio del luglio del 1938. Da qui l'Ing. Nardi propose un progetto di aereo ad alte prestazioni aerodinamiche, con lo scopo di contrastare la supremazia tedesca negli aerei sportivi alte prestazioni. Questo progetto però venne alla luce anche per valorizzare la tecnica costruttiva in legno che era più facilmente reperibile durante il periodo dell'autarchia, insieme alla valorizzazione e alla disponibilità di maestranze qualificate, specie nel comprensorio del mobile in Brianza.

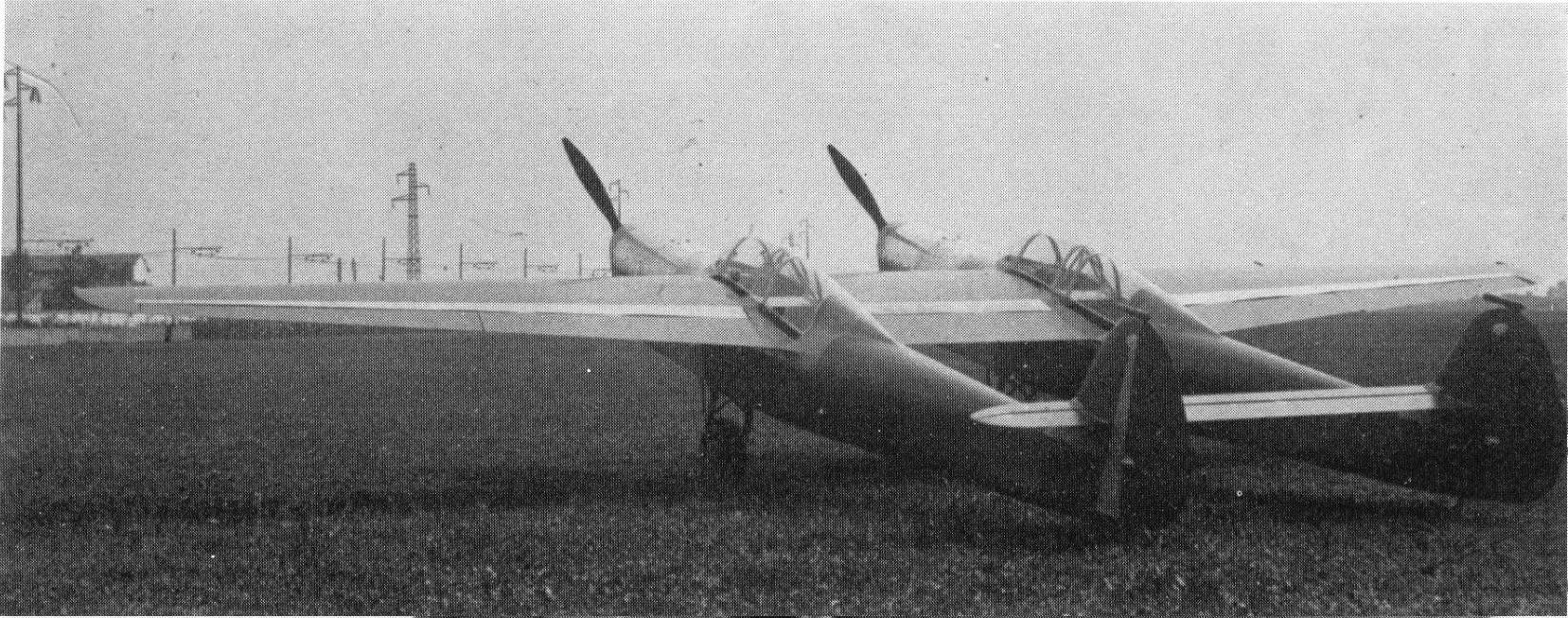
A terra vista posteriore, ben visibile il piano orizzontale

L'Amministrazione Aeronautica, in data 5 novembre 1938, incaricò la ditta Bestetti di Arcore di realizzare il velivolo, comprensivo delle parti strutturali per le prove statiche, con la denominazione: BN.1, ovvero Bestetti Nardi modello 1. L'importo stabilito fu pari a £. 362.000 per ogni velivolo, più un importo suppletivo per le parti accessorie; quest'importo non venne mai cambiato anche a seguito di successive modifiche al progetto originario.
La motorizzazione prevista inizialmente consisteva in due Alfa Romeo 116, un 6 cilindri in linea rovesciato raffreddato ad aria sviluppo dell'Alfa Romeo 115, al quale era abbinato un compressore, che avrebbero impresso il moto a due coppie di eliche bipala metalliche poste in configurazione traente.
L'indisponibilità di questi motori costrinse a ripiegare sui meno prestazionali Alfa Romeo 115, motori derivati dal britannico de Havilland Gipsy Six del quale l'Alfa Romeo aveva ottenuto l'autorizzazione alla produzione su licenza. Ciò comportò un decadimento delle prestazioni del velivolo; infatti la velocità massima prevista passò da 360 a 350 km/h, il carico massimo utile da 800 a 650 kg, l'autonomia da 1.500 a 1.100 km e il peso complessivo salì da 1.200 a 1.250 kg.
Il calo prestazionale dovuto all'uso dei più datati motori Alfa Romeo 115 non solo pregiudicò le prestazioni, ma fece pure ritardare lo sviluppo del velivolo, per la lunga e inutile attesa dei previsti motori AR 116 inizialmente promessi. Questo ritardo comportò l'accettazione del velivolo, da parte del Comitato Superiore dell'Aeronautica, solo in data 26 aprile 1939. 
Un ulteriore ritardo fu dovuto alla richiesta delle autorità aeronautiche di una doppia valutazione per ognuna delle due cabine di pilotaggio poste sulle rispettive fusoliere. 

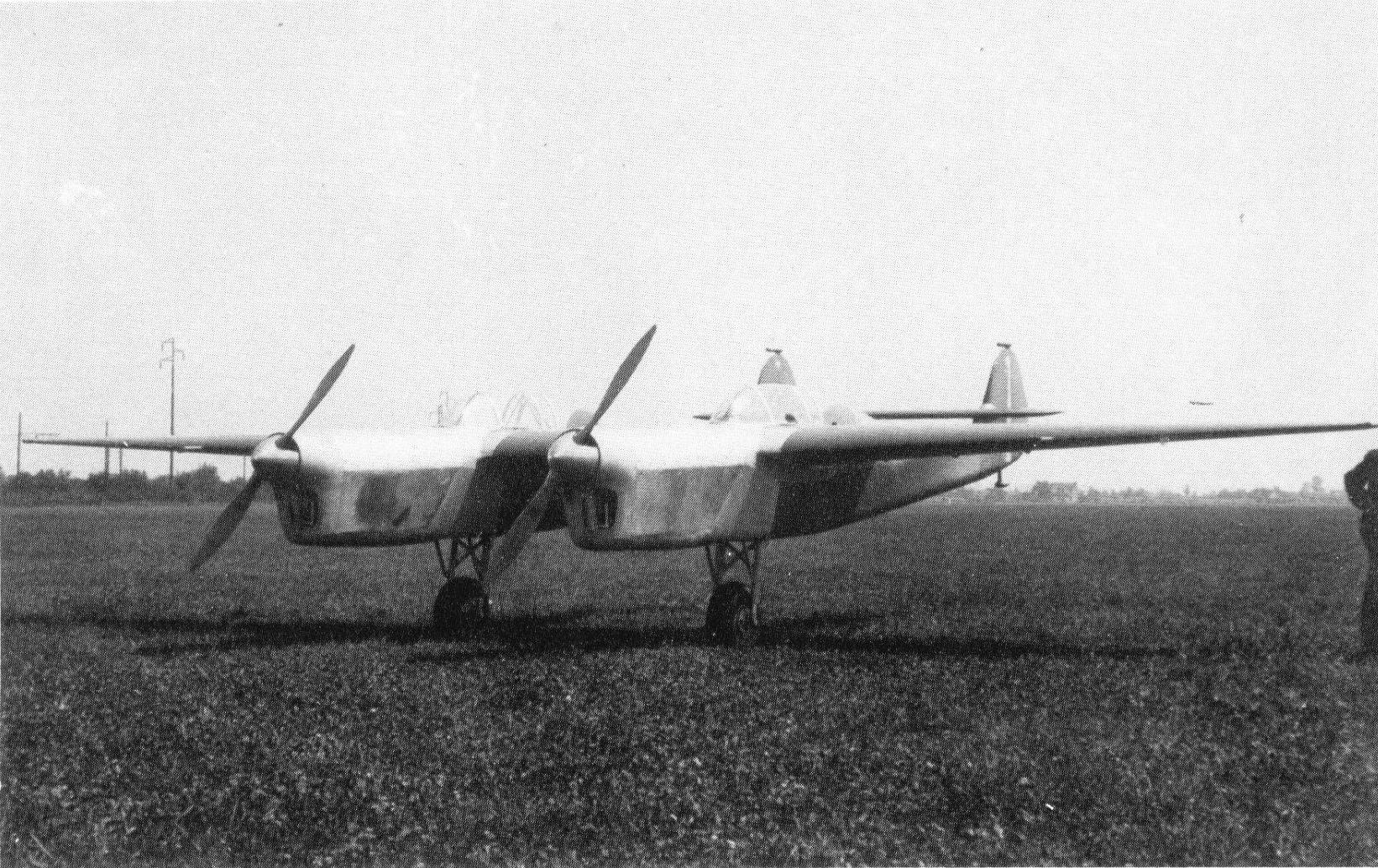
A terra orizzontale

I primi collaudi e voli furono possibili solamente due anni dopo la decisione dell'allestimento, esattamente nel luglio del 1940.
In data 31 luglio 1940, il collaudatore De Michelis causò un incidente che lo fece precipitare a terra. L'incidente fu dovuto ad uno stallo generatosi in seguito ad un richiamo eccessivo durante l'atterraggio per un arrivo troppo lungo. Pur senza incendiarsi il velivolo subì danni importanti alla struttura. Danni che richiesero altri 6 mesi di riparazioni prima di rendere il velivolo nuovamente disponibile per ulteriori collaudi che, tuttavia, evidenziarono problemi di instabilità. Questi problemi non furono mai del tutto risolti, anche successivamente malgrado l'aumento dimensionale dei piani di coda verticali e orizzontali.
Prima della valutazione delle autorità militari, che come di prassi avveniva a Guidonia, la ditta ricevette la comunicazione di una prossima ispezione da parte di una commissione aeronautica, ispezione che però giunse dopo sei mesi. Successivamente una seconda commissione giudicò l'aereo insicuro, respingendo così la richiesta della successiva valutazione militare a Guidonia. L'aereo rimase ad Arcore fino a tutto il settembre del 1943, data dopo la quale si sono perse le tracce del veicolo.
Dopo l'abbandono del progetto, la tecnologia del legno ricostruito fu adottata solo per i veicoli Re.2005 nella struttura delle semiali. L'esperienza dell'Ing. Nardi, che si era nel frattempo trasferito alle Reggiane, gli fece proporre alle autorità militari il progetto e lo sviluppo di un prototipo bifusoliera basato sulla struttura dell'Re.2005. Questo progetto nasceva come soluzione avanzata per la realizzazione di un aereo ad alte prestazioni di tipo bimotore. Il progetto in questione non ebbe alcun seguito, malgrado la tecnologia del legno sperimentata sul Bestetti BN.1 avesse dimostrato la validità e la riproducibilità in legno della struttura di ogni tipologia di aereo in metallo. 
Le tecnologie del legno studiate dall'Ing. Nardi trovarono successiva applicazione solamente nella costruzione di scale a chiocciola ignifughe per usi edili.

Nei fatti il velivolo rimase solo uno sterile esercizio di virtuosismo progettuale.

## Tecnica

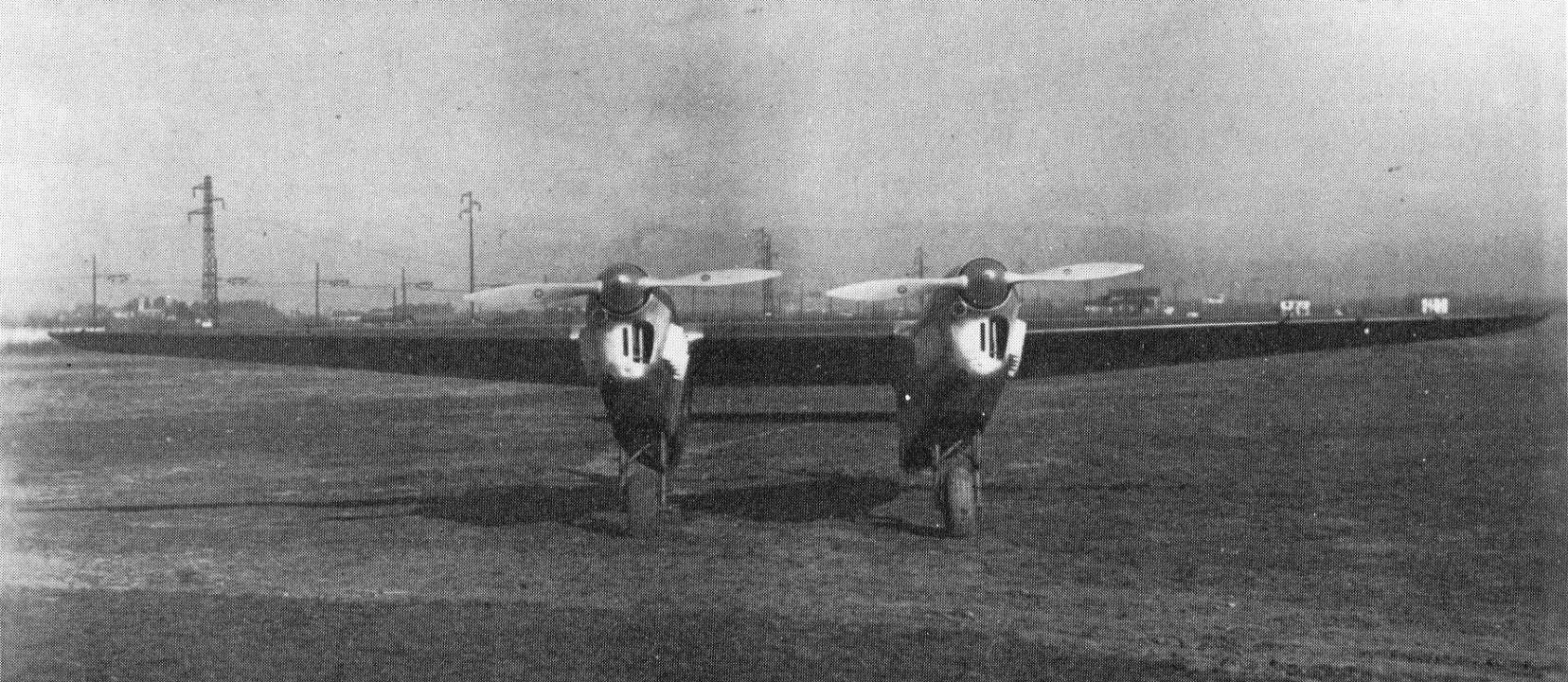
Di fronte a terra, con ben visibile il semplice carrello di atterraggio.

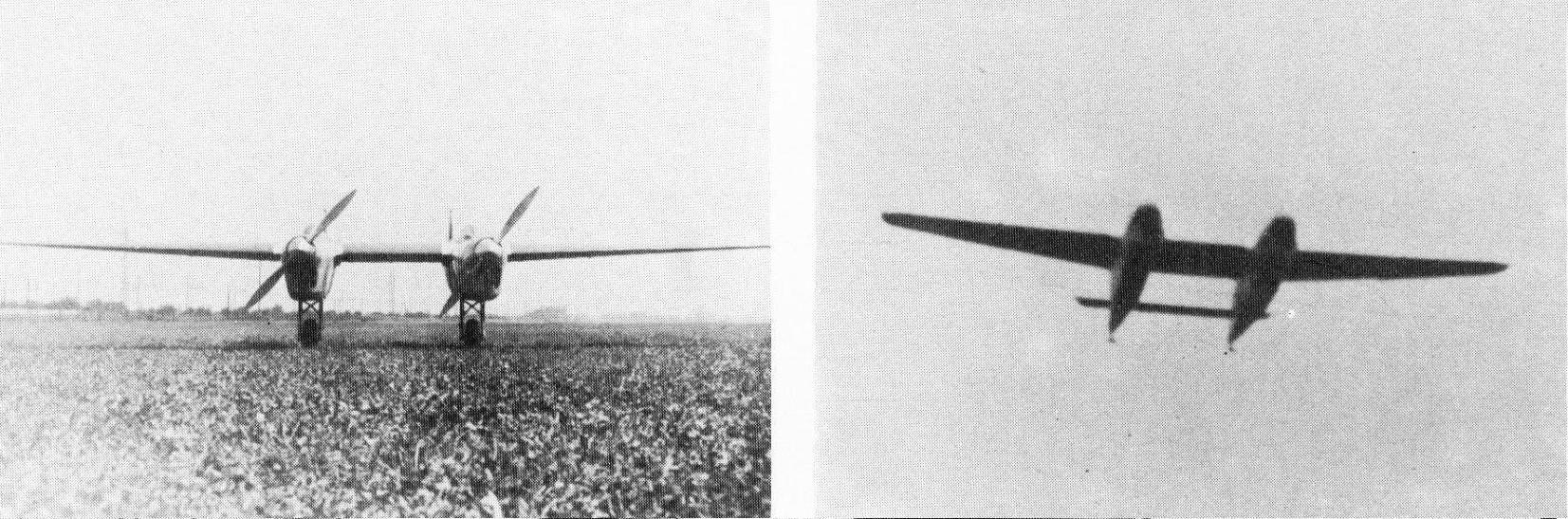
In decollo e in volo.

Il Bestetti BN.1 era un aereo monoplano bifusoliera e bimotore da turismo quadriposto, costruito interamente in legno e rivestito in tela. Esso aveva la ali alte a sbalzo con un pianetto posto al centro tra le due fusoliere, con le due semiali a pianta trapezoidale con una struttura a monolongherone e centine di legno ricostruito. La struttura dell'aeroplano era rivestita interamente da legno compensato e tela. I flap e gli alettoni in legno erano rivestiti di tela, inoltre, la tela rivestiva il bordo di uscita delle semi-ali. Gli impennaggi erano costituiti da un singolo piano orizzontale che congiungeva le derive disposte all'estremità posteriore delle travi di coda; anche l'unico piano posteriore era di legno rivestito in tela, come i due timoni verticali sdoppiati.

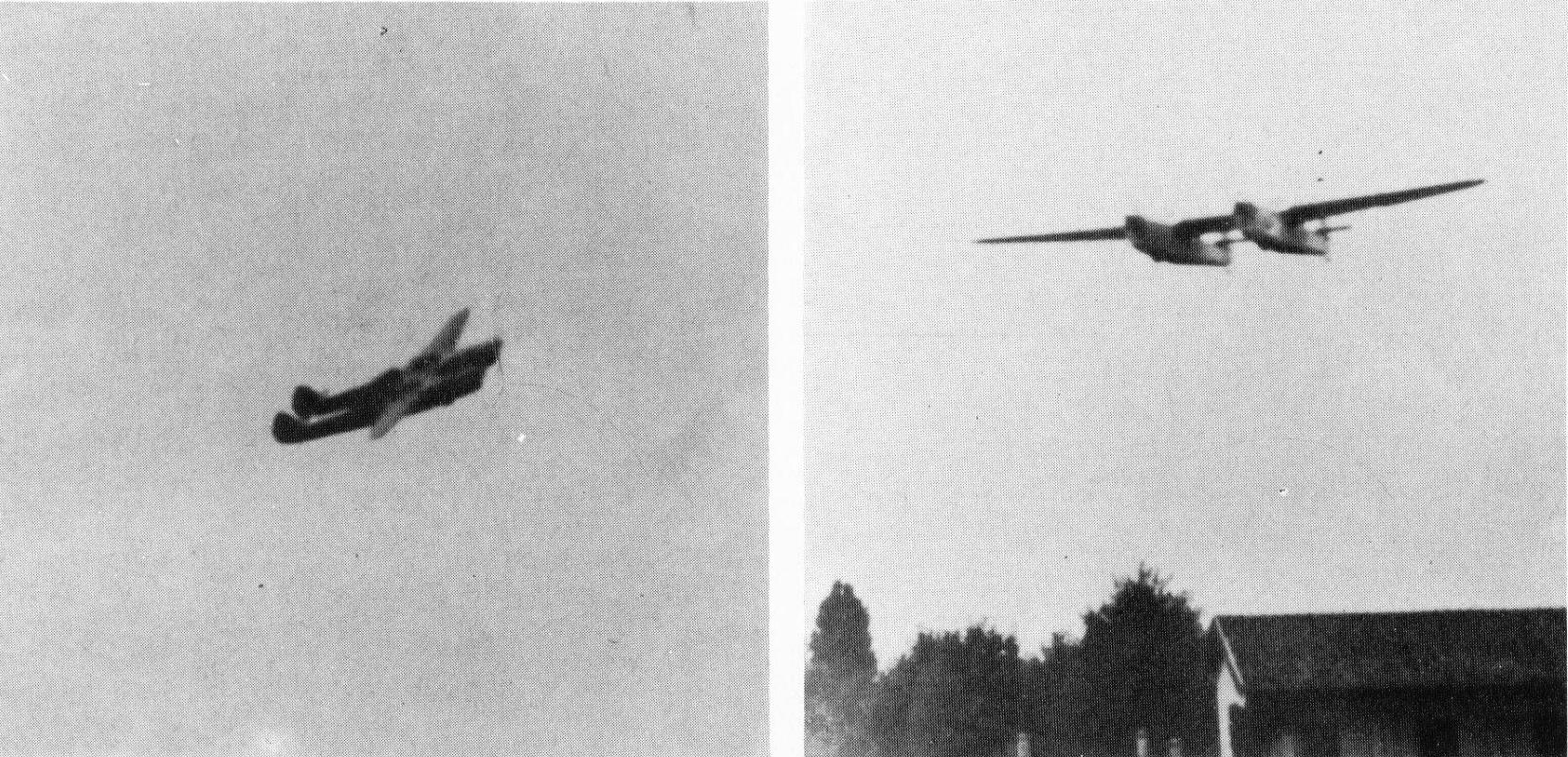
In volo.

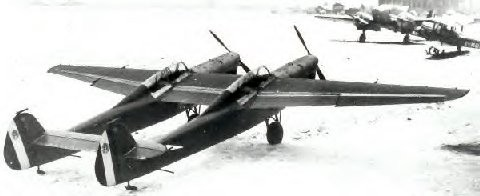
Visto dall'alto.

Le due fusoliere, caratteristica chiave dell'aereo, erano costruite in legno rivestito in lamierino nella parte dei motori, mentre per il resto della fusoliera il rivestimento era in tela.
Il velivolo aveva due abitacoli con doppi comandi per due piloti più due posti per i passeggeri posti in tandem. La strumentazione di bordo era quella classica con  gli strumenti per il controllo del volo e dei motori. L'accesso al velivolo prevedeva il ribaltamento delle cappottine trasparenti lateralmente.
L'elemento anteriore del carrello d'atterraggio era retrattile a parziale scomparsa nelle due fusoliere e veniva ritirato con un movimento verso il davanti nella gondola del motore. Le ruote erano a bassa pressione, munite di freni e con ammortizzatori posti in coppia per ognuna. I due pattini posteriori erano parzialmente ammortizzati.
I motori agivano su due eliche metalliche a passo variabile durante il volo. I serbatoi di carburante erano nella fusoliera tra il motore e la cabina con una capacità totale di 420 l.
Del velivolo venne costruita e progettata una sola versione e un solo esemplare, di cui (come detto) si sono perse le tracce dopo l'armistizio del 1943.